# Ospenke
Die Ospenke ist ein linker Zufluss der Söse bei Osterode am Harz in Niedersachsen.

## Name
Das Gewässer wurde um 1515–1532 als ossemcke erstmals schriftlich erwähnt. Der Bach hieß wahrscheinlich ursprünglich im Mittelniederdeutschen *Ossenbeke „Ochsenbach“.

## Verlauf
Die Ospenke entspringt zwischen den Tälern von Apenke und Eipenke, verläuft parallel zu letzterem und mündet beim Stadtteil Scheerenberg von links in die Söse.